# PLZ-05
Die PLZ-05 (andere Bezeichnung: Type 05) ist eine chinesische Panzerhaubitze, die vom Rüstungskonzern Norinco hergestellt wird.

## Entwicklungsgeschichte
Die Volksbefreiungsarmee hatte bereits in den späten 1990er-Jahren Pläne für den Ersatz der mittlerweile veralteten Panzerhaubitze PLZ-83, was schließlich zur Entwicklung der PLZ-05 führte. In den 1990er-Jahren entstand bereits das moderne Modell PLZ-45, allerdings als kostengünstige Alternative zur US-amerikanischen M109A6 Paladin für den Exportmarkt im arabischen Raum.
Konzeptionell aufbauend auf die PLZ-45, entstand der erste Prototyp der PLZ-05 im Jahr 2003. Zwei Jahre später, 2005, wurde die PLZ-05 während der Beijing International Aviation Expo der Öffentlichkeit vorgestellt und die Einführung in die Armee erfolgte 2007/2008. Die PLZ-05-Panzerhaubitze wurde bisher nicht exportiert und 2012 befanden sich bereits 240 SPGs im Dienst. Die PLZ-05 wurde komplett vom chinesischen Rüstungskonzern Norinco entwickelt.

## Bewaffnung
Die Bewaffnung besteht aus einer 155-mm-Haubitze mit 52 oder 54 Kaliberlängen, welche der FGH-155 von Gerald Bull entstammt. Die PLZ-05 verfügt über einen vergrößerten Turm, der äußerlich dem der russischen 2S19 ähnelt. Es gibt Berichte, die darauf hindeuten, dass die PLZ-05 mit einer Ladeautomatik ausgestattet ist, der aus dem Ladesystem der 2S19 entwickelt oder ein Nachbau dessen ist. Die maximale Feuerrate beträgt acht bis zehn Schüsse pro Minute. Bei längerem Feuerkampf wird die Feuerrate durch die thermische Belastung des Rohres jedoch minimiert. Die maximale Reichweite der Waffenanlage beträgt 30 km mit Standardgeschossen und bis zu 50 km mit reichweitengesteigerten ERFB-BB-RA-Geschossen. Die Haubitze ist wie andere moderne Geschütze in der Lage, im sogenannten MRSI-Verfahren (Multiple Rounds Simultaneous Impact, deutsch etwa ‚Mehrere Schüsse, gleichzeitiger Einschlag‘) zu schießen. Das bedeutet, dass das Geschütz mehrere Projektile abfeuert, die gleichzeitig im Ziel einschlagen. Erreicht wird dieser Effekt durch eine unterschiedliche Elevation des Rohres, die unterschiedliche Flugzeiten zur Folge haben.
Auf dem Dach des Turms befindet sich auch ein 12,7-mm-Maschinengewehr zur Flugabwehr, das vom Kommandanten bedient wird. Vier Wurfbecher sind an der Turmfront auf jeder Seite der Hauptkanone montiert. Der Höhenrichtbereich der Waffe beträgt −2,5° bis +65°. Beim Marsch wird das Rohr in einer automatischen Zurrgabel fixiert.

## Versionen

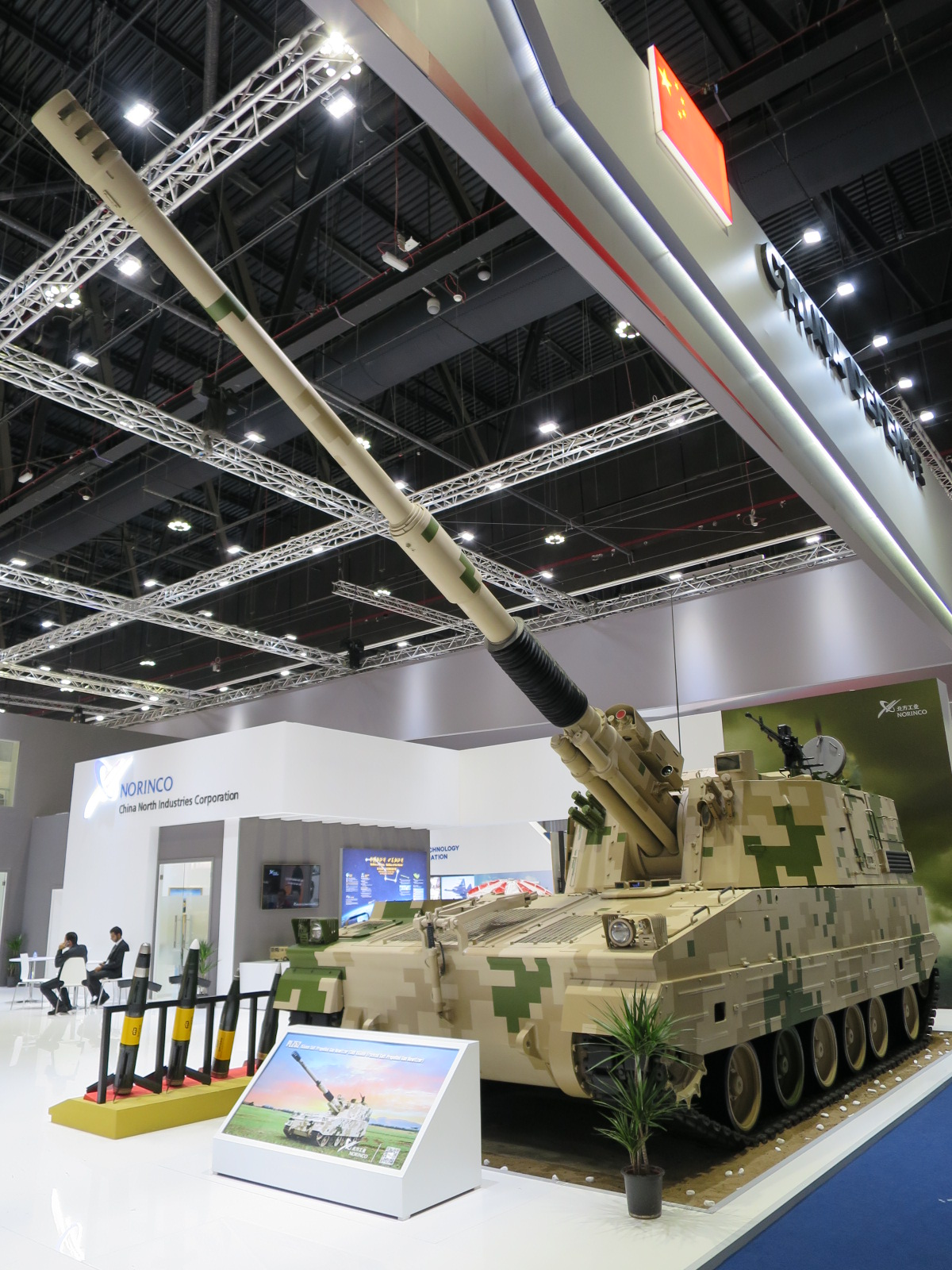
PLZ-52 auf einer Militärmesse im Jahr 2017

- PLZ-52: Die Bewaffnung besteht aus einer 155-mm-Haubitze mit Kaliberlänge L/52, äußerlich ähnlich der PLZ-45, jedoch veränderter Wanne. Mit einer Gesamtmasse von 43 Tonnen verfügt die PLZ-52 über ein leistungsstärkeres Antriebsaggregat, das aus einem wassergekühlten Dieselmotor mit 1.000 PS (735 kW) bei 2.300/min und einem vollautomatischen Getriebe besteht. Dies ermöglicht eine höhere Marschgeschwindigkeit von bis zu 65 km/h, allerdings verringert sich die Reichweite auf maximal 450 km. Die PLZ-52 soll eine maximale Schießreichweite von 53 km mit reichweitengesteigerten Geschossen haben. Die maximale Schussrate beträgt acht Schuss pro Minute sowie eine Burst-Schussrate von drei Schuss pro fünfzehn Sekunden.[2] Die PLZ-52 wird für den Export angeboten.[2]
- PLZ-04: Die Bewaffnung der PLZ-04 besteht aus einer 155-mm-Haubitze mit Kaliberlänge L/54 und ist – wie die PLZ-52-Version – für den Export bestimmt.[2]